# Borain
Le borain est une langue d'oïl parlée dans la région belge du Borinage.

## Distribution géographique
La zone linguistique boraine ne correspond pas exactement au Borinage géographique. Des 18 localités qui le constituent, seules 8 d'entre elles peuvent être considérées comme appartenant au même groupe dialectal : Cuesmes, Flénu, Jemappes, Pâturages, Quaregnon, Warquignies, Wasmes et Wasmuël. Aussi, le borain n'est absolument uniforme que dans 3 villages : Pâturages, Wasmes et Quaregnon. Au siècle dernier[Lequel ?], les particularismes permettaient d'identifier le lieu d'origine du locuteur.
On peut distinguer trois groupes dialectaux borains. Les différences entre ces groupes peuvent être mises en lumière par l'observation de la conjugaison du verbe canté (chanter), à l'indicatif imparfait et au conditionnel présent.
Un premier groupe, plutôt situé dans la partie nord du Borinage qui comprend : Flénu, Jemappes, Pâturages, Quaregnon, Saint-Ghislain, Warquignies, Wasmes et Wasmuël :
Il faut observer des différences au sein de ce premier groupe et en distinguer trois sous-groupes :
1. premier sous-groupe : Flénu et Jemappes.
2. deuxième sous-groupe : Quaregnon et Wasmuël.
3. troisième sous-groupe : Wasmes, Warquignies et Pâturages.

| 1er sous-groupe | 2e sous-groupe | 3e sous-groupe |
| --------------- | -------------- | -------------- |
| Dj'cantos       | Dj'cantos      | De cantos      |
| Tu cantos       | Tu cantos      | Tu cantos      |
| I cantot        | I cantot       | I cantot       |
| Nos cantinnes   | Nos cantennes  | Nos cantonnes  |
| Vos cantétes    | Vos cantétes   | Vos cantétes   |
| I cantinne      | I cantoête     | I cantonte     |

| 1er sous-groupe | 2e sous-groupe | 3e sous-groupe |
| --------------- | -------------- | -------------- |
| Dj'cantros      | Dj'cantros     | De cantros     |
| Tu cantros      | Tu cantros     | Tu cantros     |
| I cantrot       | I cantrot      | I cantrot      |
| Nos cantrinnes  | Nos cantrennes | Nos cantronnes |
| Vos cantrétes   | Vos cantrétes  | Vos cantrétes  |
| I cantrinne     | I cantroête    | I cantronte    |

Un deuxième groupe, à l'est: Cuesmes, Eugies, Frameries et La Bouverie.
| Dju cantoû    |
| Tu cantoûs    |
| I cantoût     |
| Nos cantinnes |
| Vos cantée    |
| I cantinne    |

| Dju cantroû    |
| Tu cantroûs    |
| I cantroût     |
| Nos cantrinnes |
| Vos cantrée    |
| I cantrinne    |

Et un troisième groupe, à l'ouest : Boussu, Dour, Élouges et Hornu, dans lequel on peut distinguer deux sous-groupes :
1. premier sous-groupe : Boussu et Hornu.
2. deuxième sous-groupe : Élouges et Dour.

| 1er sous-groupe | 2e sous-groupe |
| --------------- | -------------- |
| J'cantwé        | J'canteus      |
| Tu cantwés      | Tu canteus     |
| I cantwét       | I canteut      |
| Nos cantwétes   | Nos canteutes  |
| Vos cantwétes   | Vos canteutes  |
| I cantwéte      | I canteute     |

| 1er sous-groupe | 2e sous-groupe |
| --------------- | -------------- |
| J'cantrwé       | J'cantreus     |
| Tu cantrwés     | Tu cantreus    |
| I cantrwét      | I cantreut     |
| Nos cantrwétes  | Nos cantreutes |
| Vos cantrwétes  | Vos cantreutes |
| I cantrwéte     | I cantreute    |

Les "s" finaux sont généralement muets.

## Grammaire

### Articles
1. Articles définis : ël (masculin et féminin singulier) ;  l' (devant consonne, forme contractée) ; lès (pluriel, devant consonne) ; lès, ëls-, èls-, l's- (pluriel, devant voyelle)[4].
2. Articles indéfinis : é (masculin, devant consonne) ; én- (masculin, devant voyelle) ; ène (féminin, devant consonne) ; 'ne (forme contractée, suivant une voyelle) ; dès (pluriel, devant consonne) ; dès, ëds-, èds-, d's- (pluriel, devant voyelle)[4].

## Prononciation

### Voyelles
| Majuscule | Minuscule | Prononciation (API) | Prononciation (équivalent français approché) | Notes                                                                                 |
| --------- | --------- | ------------------- | -------------------------------------------- | ------------------------------------------------------------------------------------- |
| А         | a         | [ɑ]                 | pâtes                                        | Son plus grave et prolongé, notamment devant "-tion" si on le compare au "a" français |
| E         | e         | [ə]                 | peser                                        |                                                                                       |
| I         | i         | [i]                 | riz                                          |                                                                                       |
| O         | o         | [ɔ]                 | rhum                                         |                                                                                       |
| U         | u         | [y]                 | sûr                                          | Remarque similaire à celle concernant [ɑ]: le son est plus grave et prolongé          |

### Diphtongues
| Majuscule | Minuscule | Prononciation (API) | Prononciation (équivalent français approché) | Notes |
| --------- | --------- | ------------------- | -------------------------------------------- | ----- |
| Eu        | eu        | [ø]                 | feu                                          |       |
| In        | in        | [ɛ̃]                 | main                                         |       |